# Schronisko pod Dziobem II
Schronisko pod Dziobem II (Schron pod Dziobem II) – jaskinia, a właściwie schronisko, w Dolinie Chochołowskiej w Tatrach Zachodnich. Wejście do niej położone jest w Dolinie Iwaniackiej, w górnej części Szerokiego Żlebu, w pobliżu Schroniska pod Dziobem I i Schroniska pod Dziobem III, na wysokości 1650 metrów n.p.m. Jaskinia jest pozioma, a jej długość wynosi 6 metrów.

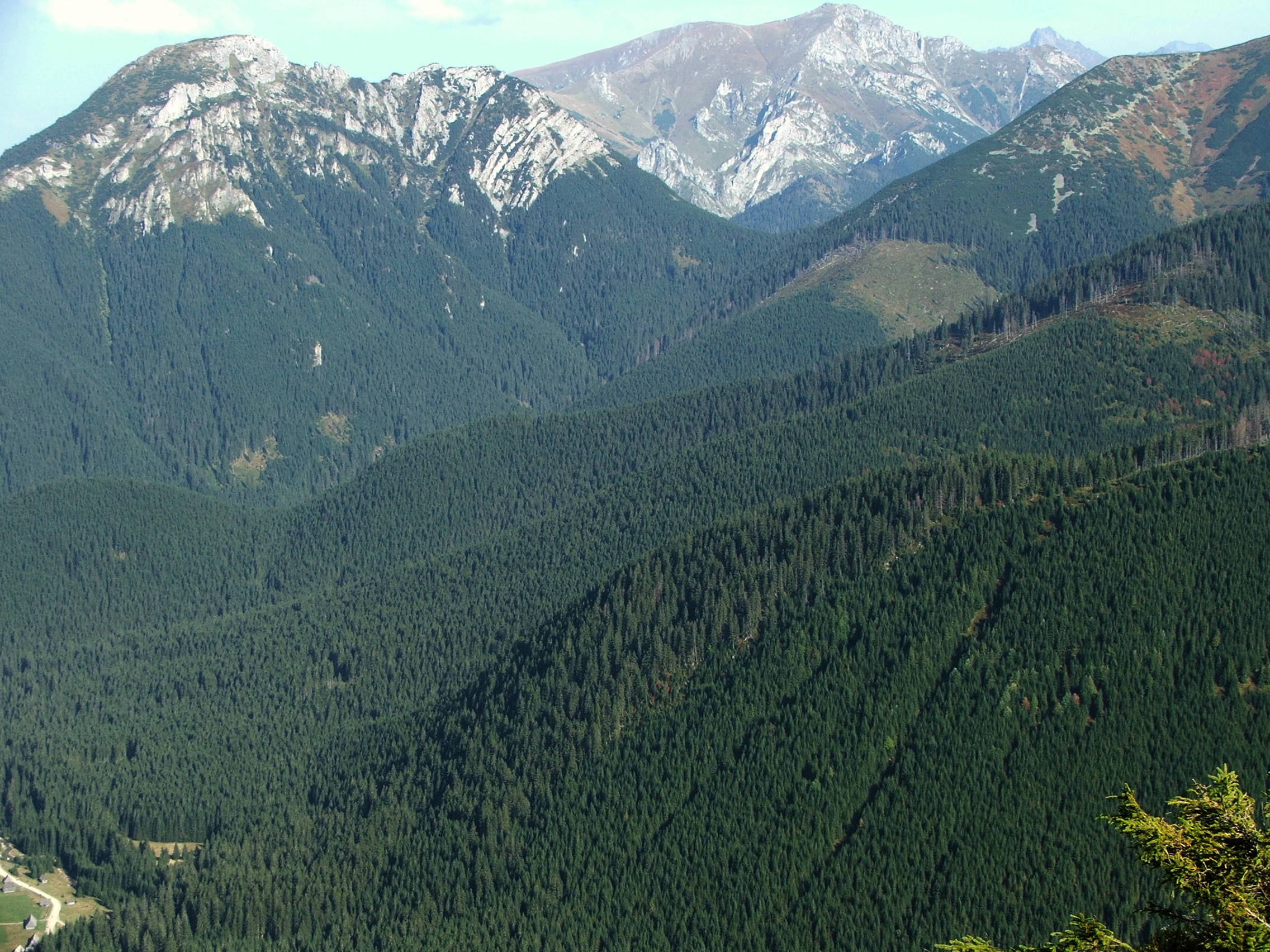
Dolina Iwaniacka i Iwaniacka Przełęcz. Na lewo w zboczu Kominiarskiego Wierchu Szeroki Żleb

## Opis jaskini
Jaskinię stanowi obszerna nyża, z której odchodzi wąski, wysoki, szczelinowy korytarzyk.

## Przyroda
W jaskini brak jest nacieków. Ściany są suche. W nyży rosną porosty, mchy, paprocie i rośliny kwiatowe.

## Historia odkryć
Jaskinia była znana od dawna. Znajduje się u podstawy skały w kształcie dziobu. Stąd jej nazwa. 
Plan i opis jaskini sporządził W.W. Wiśniewski w 1986 roku.